# Eighth Avenue Line
| Urban head station in tunnel |

| Urban tunnel stop on track |

| Urban tunnel stop on track |

| Urban tunnel stop on track |

| Urban tunnel stop on track |

| Urban tunnel station on track |

| Urban tunnel stop on track |

| Urban tunnel stop on track |

| Urban tunnel station on track |

| Urban tunnel stop on track |

| Urban tunnel station on track |

| Urban tunnel stop on track |

| Urban tunnel stop on track |

| Urban tunnel stop on track |

| Urban tunnel stop on track |

| Urban tunnel stop on track |

| Urban tunnel stop on track |

| Urban tunnel stop on track |

| Urban tunnel station on track |

| Unknown BSicon "utABZg+l" |

| Urban tunnel stop on track |

| Urban tunnel station on track |

| Urban tunnel station on track |

| Urban tunnel stop on track |

| Urban tunnel station on track |

| Urban tunnel station on track |

| Urban tunnel stop on track |

| Urban tunnel station on track |

| Urban tunnel station on track |

|  | Unknown BSicon "utABZgl" | Unknown BSicon "utSTR+r" |

|  | Urban end station in tunnel | Urban tunnel straight track |

|  |  | Urban tunnel station on track |

| Urban head station in tunnel |

| Urban tunnel stop on track |

| Urban tunnel stop on track |

| Urban tunnel stop on track |

| Urban tunnel stop on track |

| Urban tunnel station on track |

| Urban tunnel stop on track |

| Urban tunnel stop on track |

| Urban tunnel station on track |

| Urban tunnel stop on track |

| Urban tunnel station on track |

| Urban tunnel stop on track |

| Urban tunnel stop on track |

| Urban tunnel stop on track |

| Urban tunnel stop on track |

| Urban tunnel stop on track |

| Urban tunnel stop on track |

| Urban tunnel stop on track |

| Urban tunnel station on track |

| Unknown BSicon "utABZg+l" |

| Urban tunnel stop on track |

| Urban tunnel station on track |

| Urban tunnel station on track |

| Urban tunnel stop on track |

| Urban tunnel station on track |

| Urban tunnel station on track |

| Urban tunnel stop on track |

| Urban tunnel station on track |

| Urban tunnel station on track |

|  | Unknown BSicon "utABZgl" | Unknown BSicon "utSTR+r" |

|  | Urban end station in tunnel | Urban tunnel straight track |

|  |  | Urban tunnel station on track |

Eighth Avenue Line är en av New Yorks tunnelbanas linjer som går från Lower Manhattan och norrut till Inwood – 207th Street i Inwood, Manhattan. Första samt största delen av Eighth Avenue Line invigdes 1932 mellan Chambers Street och 207th Street i norr. Linjen avlastade Broadway – Seventh Avenue Line från 1904 som även den går på Manhattans västra sida. Flera av linjens stationer ligger vid Central Park. En del av linjen går till World Trade Center som förstördes under 11 september-attackerna men stationen klarade sig undan skador. Lokaltåg stannar på de mindre och stora stationerna och expresståg endast på de större stationerna. 

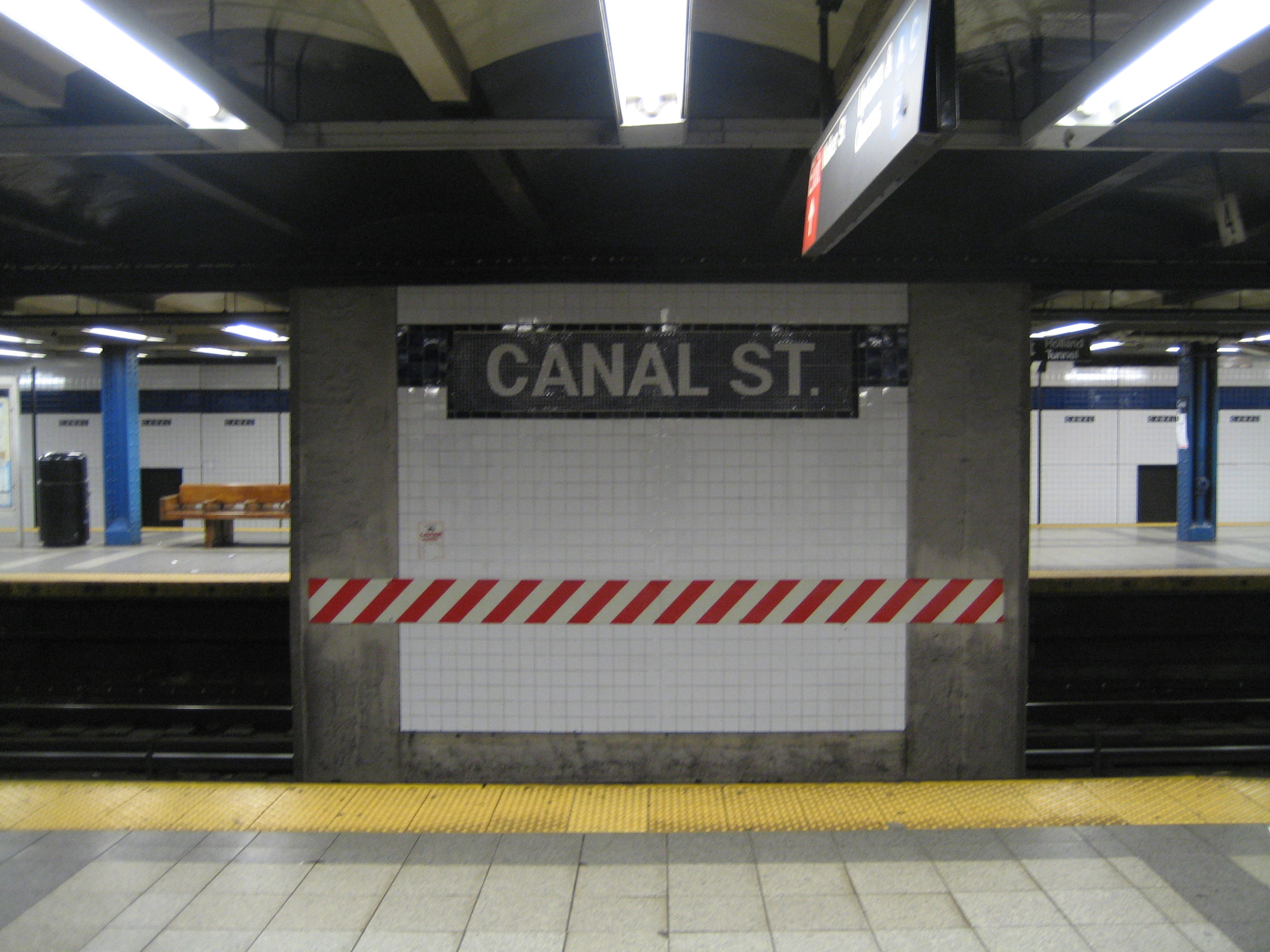
Canal Street
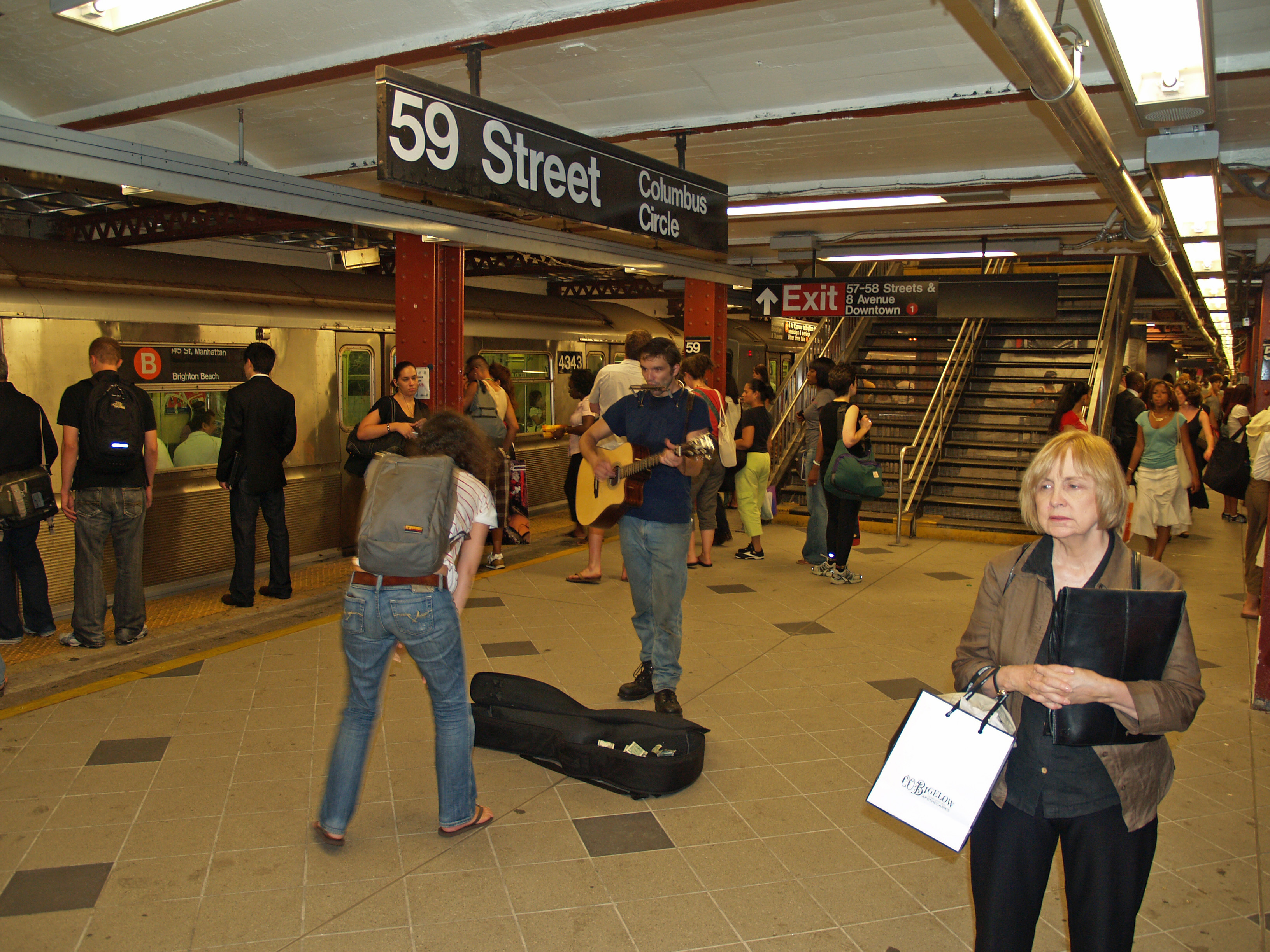
Columbus Circle
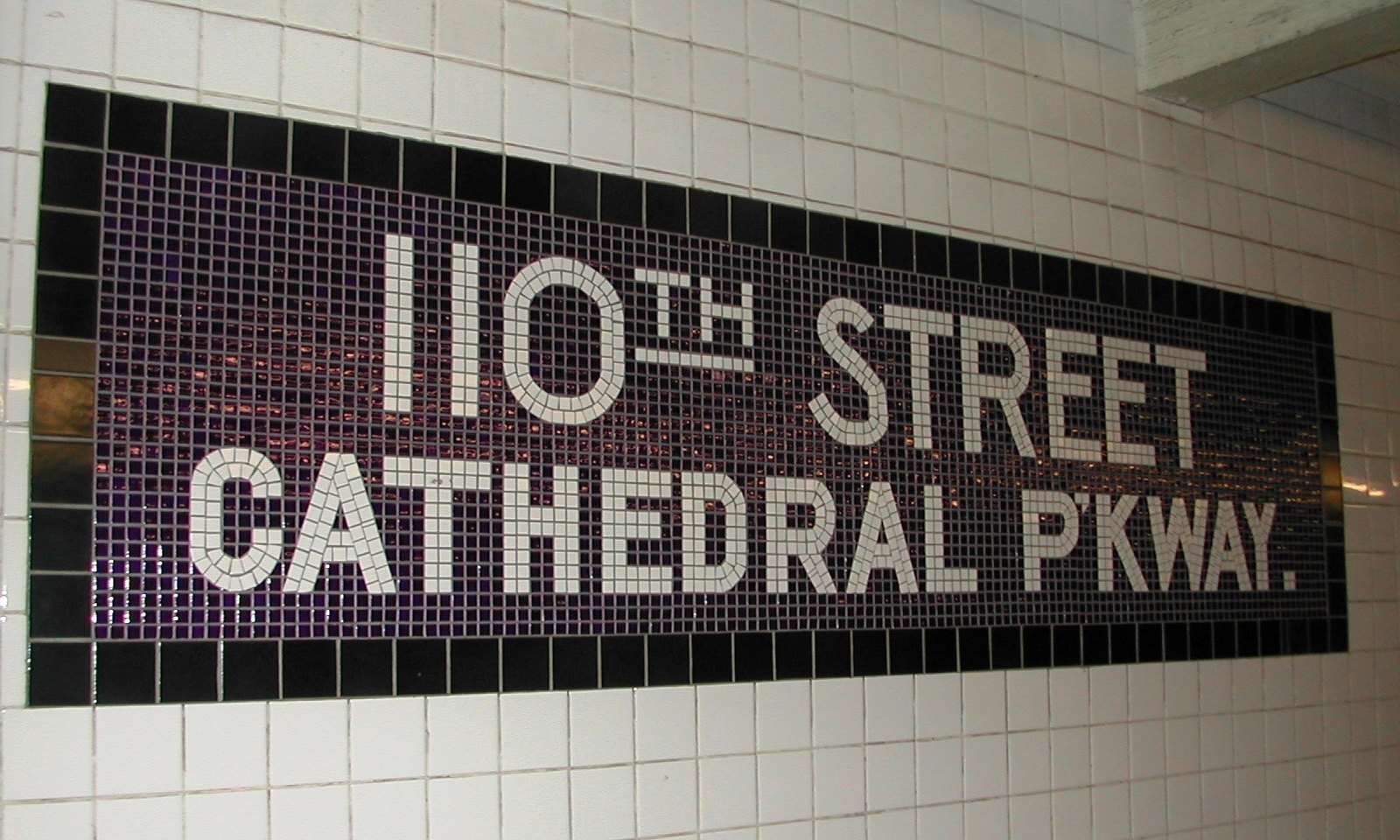
Cathedral Parkway – 110th Street
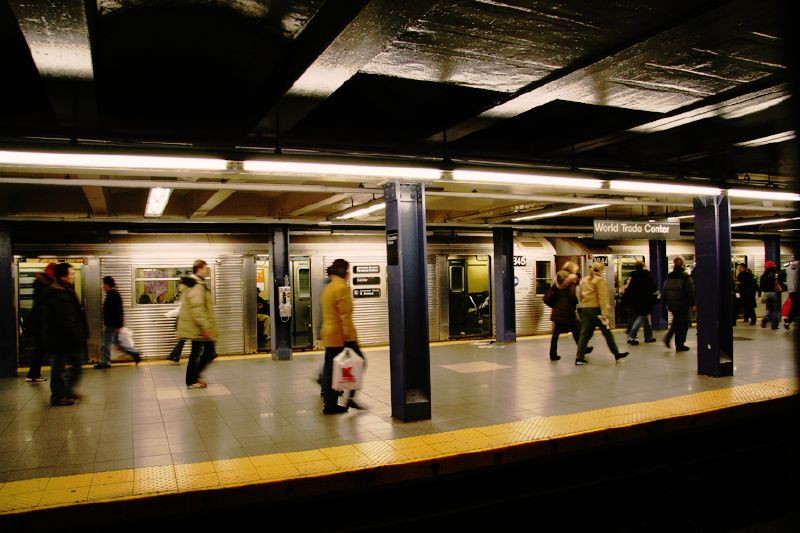
World Trade Center